# Ель-Хаджарський металургійний комбінат
Ель-Хаджарський металургійний комбінат (араб. مركب الحجار) — металургійний комбінат в Алжирі у місті Ель-Хаджар, що лежить одразу на південь від Аннаби. Тривалий час був найбільшим підприємством чорної металургії країни. 

## Створення комбінату
Проект спорудження комбінату почав просувати наприкінці 1950-х французький президент Шарль де Голль, що діяв в межах задуму отримати підтримку місцевого населення шляхом економічного розвитку та створення опори у соціально-захищених верствах населення. Для реалізації проекту в 1960-му (коли вже почались перемовини між французьким урядом та алжирськими повстанцями) створили компанію Société bônoise de sidérurgie, до участі в якій залучили 43 компанії французької металургійної галузі. Останні не мали особливого потягу до Ель-Хаджарського проекту, тому вже у 1963-му (на наступний рік після надбання Алжиром незалежності) роботи припинились. 
З 1964-го проект передали алжирській державній Société nationale de sidérurgie (SNS). У підсумку фінансування робіт перебрала на себе французька держава, що дозволило в 1969-му ввести в дію доменну піч продуктивністю 400 тисяч тон чавуну на рік. Перший період існування підприємства воно не мало інших переділів, тому чавун експортували (а необхідний для виробництва кокс імпортували). В 1972-му майданчик запустив електродугову піч від германської компанії DEMAG та машину безперервного виливу заготовки потужністю 0,4 млн тон сталі на рік, а також стан гарячої прокатки. При цьому з 1969-го діяло виробництво спірально-зварних труб для нафтогазової промисловості, а в 1977-му ввели в дію лінію нержавіючих труб (станом на початок 2000-х їх річна потужність становила 70 тисяч тон та 128 тисяч тон відповідно).
З початком роботи комбінату виробництво сталі в Алжирі збільшилося з 30 тис. т у 1969-му до 186 тис. т в 1973-му, а сталевого прокату — з 69 тис. т до 113 тис. т. 1974 року на комбінаті працювало 6 тис. людей.
Наприкінці 1970-х — на початку 1980-х років на комбінаті за сприяння СРСР зводили другу чергу, яка включала дві коксові батареї сукупною потужністю 1,2 млн тонн на рік, аглофабрику, другу доменну піч річною потужністю 1,4 млн тонн, конвертерний цех і та стан для випуску арматури і котанки (відносно проектів за участю СРСР в Аннабі можливо відзначити, що ще в 1972-му на ТЕС Аннаба ввели в дію оснащений радянським обладнанням блок № 3). Передбачалося, що після завершення робіт загальна кількість зайнятих перевищить 20 тис. осіб. В цей час завод споживав 900 тис. т залізної руди та планувалося збільшити споживання в 4 рази після закінчення другої черги. Поставки руди забезпечували рудники в Уензі та Бу-Хадрі, від яких до Аннаби вела електрифікована залізна дорога (також комбінат певний час забезпечував діяльність рудника Хангет-ель-Мухад, продукція якого не знаходила попиту через високий вміст міді). Поставки природного газу до регіону відбуваються по трубопроводу Рамдан-Джамаль – Аннаба. 
В 1980-му запустили доменну піч №2 та три кисневі конвертери, так що загальна потужність майданчику по сталі досягнула 1,8 млн тон на рік. 
Прокатні потужності складались із стану гарячої прокатки річною потужністю 1,32 млн тон, стану для випуску будівельної арматури та котанки, спроможного випускати 0,54 млн тон, та стану холодної прокатки потужністю 0,7 млн тон. 

## Сучасний стан
В першій половині 1980-х SNS розділили на 18 компаній, при цьому основні потужності ель-хаджарського майданчику отримала Sider.
В 1985-му вдалось вийти на рекордний рівень виробництва за всю історію підприємства — 1,5 млн тон сталі, втім, через початок в 1986-му економічної кризи та проблеми з іноземною технічною допомогою вже у 1988-му цей показник скоротився до 0,7 млн тон.
З 2001-го основним власником з часткою 70% стала компанія  LNM Group, що невдовзі була перейменована на ArcelorMittal Algeria. В 2006-му фактичне виробництво майданчику досягнуло 1,15 млн тон сталі, а у 2007-му склало 1,28 млн тон. Втім, невдовзі через посилення конкуренції після укладення Алжиром договору про асоціацію з ЄС відбулось падіння виробництва, яке в 2008-му становило 0,6 млн тон, а в 2011 — 2012 трималось біля 0,5 млн тон. В 2014-му показник скоротився до 0,2 млн тон.
У 2013-му уряд провів часткову націоналізацію, збільшивши частку Sider до 51%, тоді як за ArcelorMittal залишилось 49%. На цей час на комбінаті працювало 5200 осіб, його потужність становила 1 млн т сталі на рік. В 2015-му ArcelorMittal відмовилась від комбінату та передала свої акції державі.
В 2022-му почався демонтаж першої доменної печі, яка була зупинена ще в 2009-му.